# Sport free attitude
Pour les articles homonymes, voir Sport (homonymie).
Sport free attitude est un magazine gratuit distribué le vendredi dans onze villes de France. Lancé en mensuel à l'automne 2003, il est passé à un rythme hebdomadaire en mars 2004. En plus de couvrir le sport de haut niveau, Sport free attitude accorde une place importante aux sports extrêmes et aux photos glamour.

## Contenu rédactionnel
La première partie du magazine est consacrée à l'actualité sportive des sports « classiques » (football, rugby, tennis, basket-ball, handball) avec les rubriques Enjeux & résultats, Événement et challenge. Dans la deuxième partie, l'hebdomadaire s'intéresse aux sports extrêmes (freestyle, aventure, outdoor) et aux voyages. Les rubriques Bien-Être, Glamour, Mémosport et Sports numériques complètent le magazine.

## Distribution
Sport free attitude est distribué dans les stations de métro et les gares SNCF. Le magazine dispose également d'un « réseau de distribution business » qui comprend les bars restaurants, les golfs et les clubs de sport, ainsi que de grandes entreprises (Air France, Ibis, Galeries Lafayette, Forest Hill, Vinci, Avis, Point Soleil, Club Meg Gym...).
À partir de janvier 2007, le magazine double sa distribution pour passer de 550.000 à un million d’exemplaires et couvrir plus de 70 villes de France (au lieu de 11). 
Les 11 grandes villes concernées :
- Bordeaux
- Lille
- Lyon
- Marseille
- Montpellier
- Nantes
- Nice
- Paris
- Rennes
- Strasbourg
- Toulouse

Liste complète des 70 villes

## Tirage
Nombre d'exemplaires distribués : 
| Titre | 2004    | 2005    | 2005-2006 |
| ----- | ------- | ------- | --------- |
| Sport | 542 519 | 516 400 | 507 321   |

Source : OJD, 2005-2006.

## Développement
Sport free attitude a des projets de développement international avec le lancement d'un magazine en Angleterre fin septembre 2006. La société investit également dans les nouveaux médias avec un site Internet Web 2.0 et des services mobiles. Le site Internet Myfreesport.com compte 858.000 Visiteurs Uniques (source : Nielsen NetRatings).	